# Rutger Hauer
Rutger Oelsen Hauer (tiếng Hà Lan: [ˈrɵtxər ˈulsə(n) ˈɦʌuər]; 23 tháng 1 năm 1944 - 19 tháng 7 năm 2019) là một nam diễn viên, tác giả người Hà Lan.

## Thời thơ ấu
Hauer sinh tại Breukelen, Hà Lan, là con trai của bà Teunke (nhũ danh: Mellema) và ông Arend Hauer.